# Perus väpnade styrkor
Perus väpnade styrkor (spanska:: Fuerzas Armadas del Perú) är namnet på de militära styrkorna i Peru. De består av oberoende styrkor i form av armén, marinen och flygvapnet. Deras främsta uppgift är att skydda landets oberoende, suveränitet och territoriella integritet mot alla hot. Som ett sekundärt uppdrag deltar de i den ekonomiska och sociala utvecklingen liksom också i det civila försvaret.
Policía Nacional del Perú klassificeras ofta som en del av de väpnade styrkorna, fastän den i själva verket har en annan organisation och är en helt civil organisation. Under mer än två decennier har dock utbildning och verksamhet inriktats på antiterrorism vilket har gett polisen militära egenskaper, och den har nu en position som en virtuell fjärde militär styrka med betydande kapacitet för insatser på mark och till havs och i luften, och utgör nu en styrka omfattande cirka 140 000 personer. Den peruanska armén ligger under försvarsministeriet, medan polisen är placerad under inrikesministeriet.

## Armén

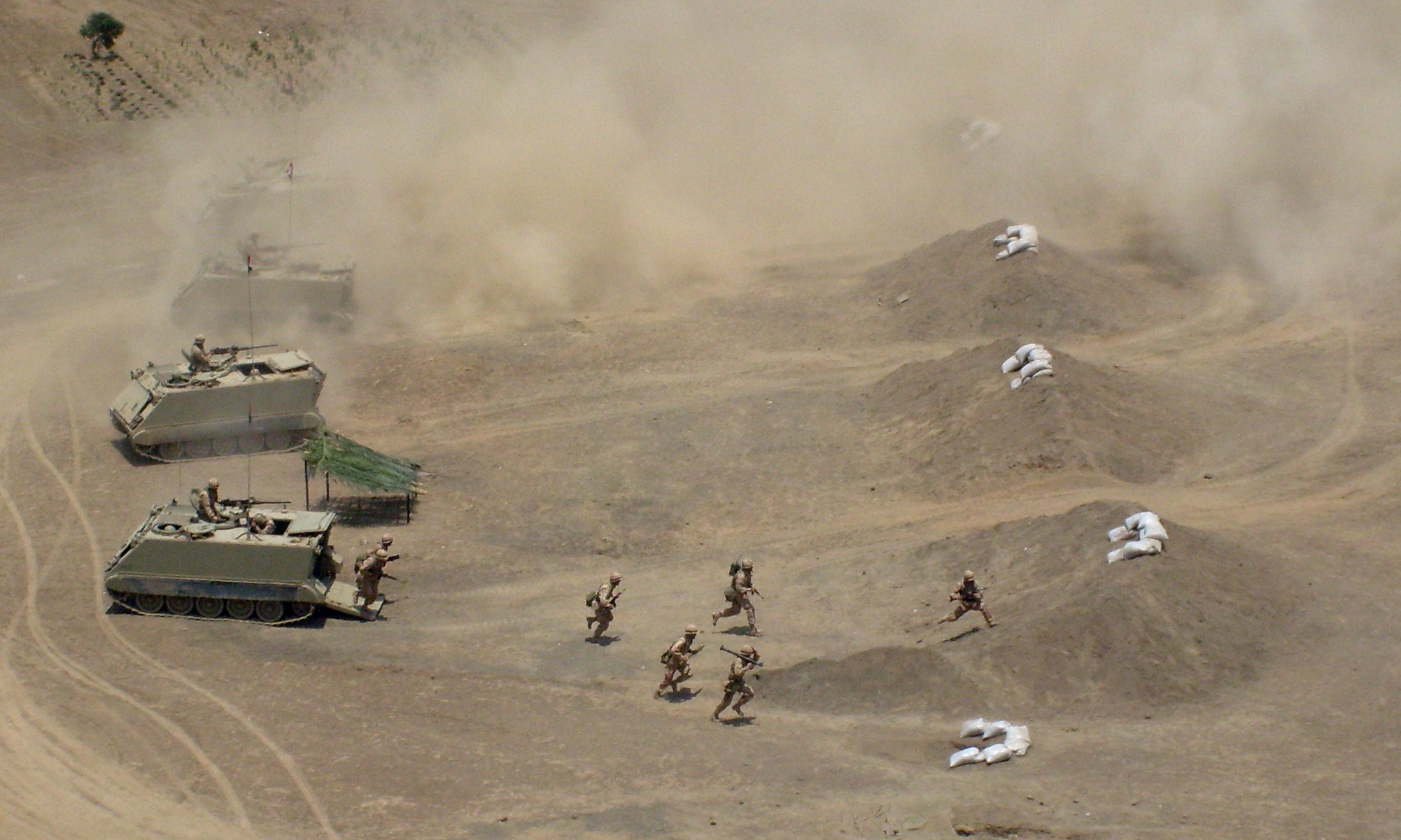
Peruanskt infanteri på övning - 2007

Högkvarteret finns i Lima, den har en styrka på 75 000 soldater indelade i fyra militära regioner med respektive högkvarter i Piura, Lima, Arequipa och Iquitos. Varje militär regionen har tilldelats flera brigader som finns av olika typ, inklusive infanteri, kavalleri och trupptransportfordon. Det finns också flera grupper och bataljoner som opererar självständigt. 
Utrustningen i den peruanska armén omfattar flera typer av tanks (T-55 och AMX-13), bepansrade trupptransportfordon (M-113, UR-416), artilleri ( D30, M101, M109 och  M114 houbitz), luftvärnssystem (ZSU-23-4 Shilka) och helikoptrar (Mil Mi-2, Mil Mi-17). 

## Marinen

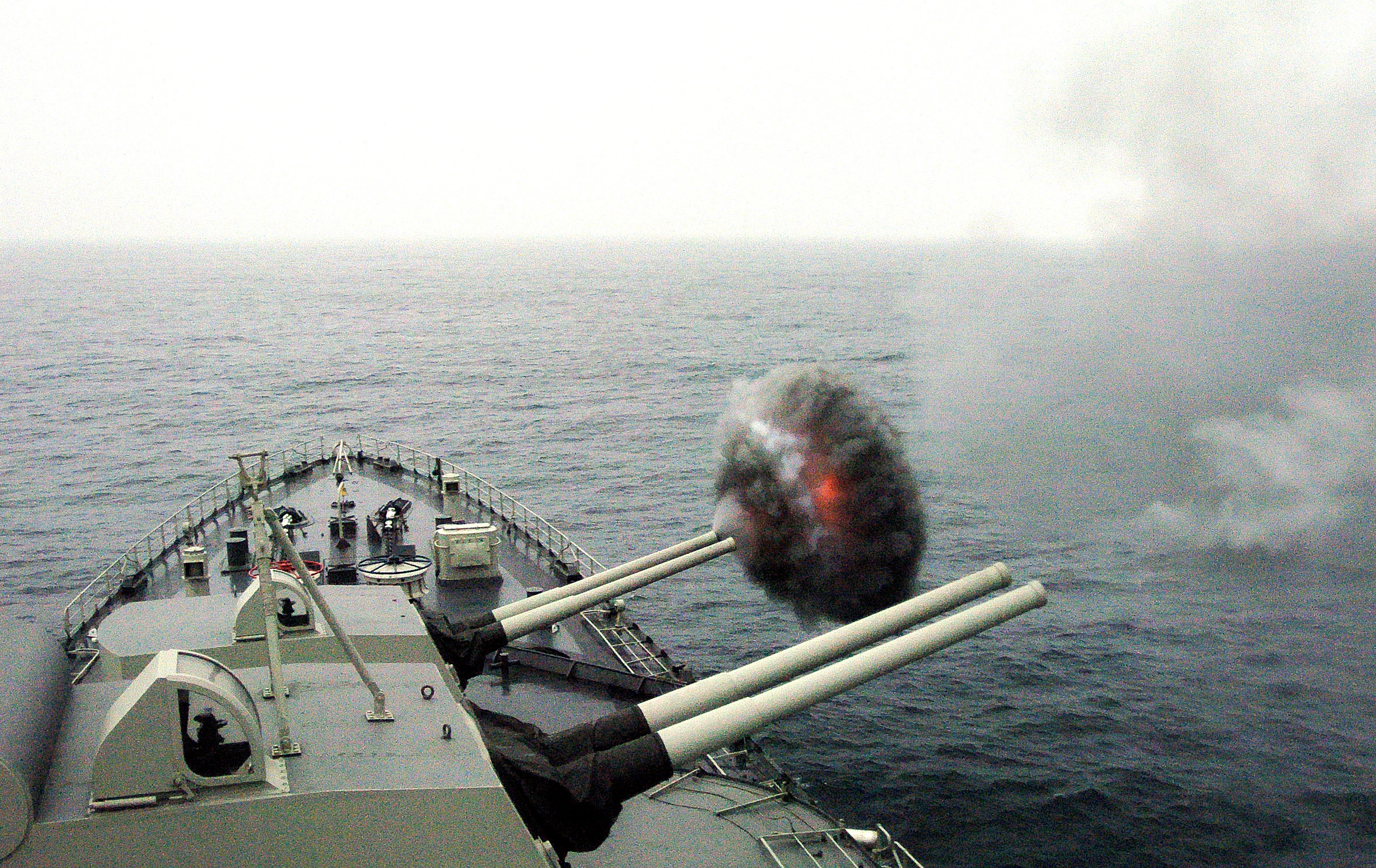
Amiral Grau (CLM-81) avfyrar sina vapen.

Peruanska marinen (Marina de Guerra del Perú) är organiserad i fem marina områden med högkvarter i Piura, Lima, Arequipa, Iquitos och Pucallpa. Den har en styrka på ca 25 000 soldater vilka fördelas mellan styrkor till havs, i Amazonas och Kustbevakning. 
Stilla havsflottans flaggskepp är kryssaren Amiral Grau, uppkallad efter den peruanske amiral som kämpade i Stillahavskrigen (1879-1883). Flottan inkluderar även åtta fregatter av Lupo klass (två byggdes i Peru), sex PR-72P klass korvetter, fyra landstigningsfartyg av Terrebonne Parish-typ, två ubåtar typ 209/1100 och fyra typ 209/1200 klass tyskbyggda dieseldrivna ubåtar (den största ubåtsstyrkan i Sydamerika), samt patrullfartyg, tankfartyg och lastfartyg. Peruanska marinen har också marina luftstyrkor, flera marina infanteribataljoner och specialstyrkor. 

## Flygvapnet
Den 20 maj 1929 slogs peruanska flyget inom peruanska armén och flottan ihop till peruanska flygstyrkorna (CAP,Cuerpo de Aviación del Peru). År 1950 omorganiserades styrkorna igen och blev till det peruanska flygvapnet (FAP, Fuerza Aérea del Perú). 
Den peruanska flygvapnet indelas i sex flygområden, med högkvarteren i Piura, Chiclayo, Lima, Arequipa, Rioja och Iquitos. Med en styrka på 35 000 soldater räknar FAP i sin arsenal med MIG-29 (jaktplan) och Mirage 2000 (multirollplan). 
Det har också Su-25 flygplan för närstöd, Mi-25 attackhelikoptrar, Mi-17 transporthelikoptrar, Aermacchi MB-339, Embraer EMB-312 Tucano underljudsflygplan för utbildning, och Cessna A-37B för lätta attacker och COIN-uppdrag. 
År 1995 deltog FAP i Cenepakriget mot Ecuador vilket omfattade insatser av armén och marinen. Efter kriget började FAP skaffa nytt materiel, särskilt MIG-29 jaktplan och Su-25 attackflygplan som tillsammans med Mirage 2000 stridsflygplan, utgör de huvudsakliga stridselementen i FAP.